# Volkssturm

Nárameník člena Volkssturmu

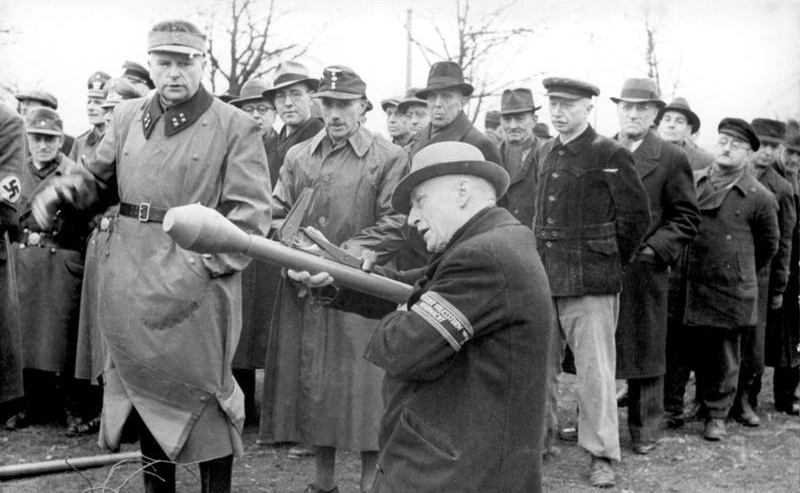
Příslušník Volkssturmu se učí zacházet s pancéřovou pěstí (Berlín, jaro 1945).

Volkssturm byla německá lidová domobrana, která vznikla nařízením Adolfa Hitlera ze dne 25. září 1944. Byla tvořena civilními osobami mužského pohlaví od šestnácti do šedesáti let. Vyzbrojení, organizaci a výcvik měl na starosti velitel SS Heinrich Himmler. Tato domobrana byla vyzbrojena lehkými zbraněmi (pušky, kulomety, pancéřově pěsti) a měla pomoci zastavit útok spojeneckých vojsk. Byla vycvičena na provádění protitankových překážek. Posláním Volkssturmu byla ochrana týlových pozicí, železnic, opevnění apod. Od ledna 1945 byly jeho jednotky vysílány i do prvních linií fronty či k obraně měst. Na západní frontě se často příslušníci Volkssturmu vzdávali bez boje, avšak na frontě východní často bojovali zarputile až fanaticky. V závěru války, kdy už bylo Němcům zcela jasné, že je konec, odmítali někteří z nich nesmyslně bojovat. Tito lidé byli zvláštními komandy SS lynčováni pověšením na sloupy elektrického osvětlení, přičemž dostali na krk cedulku, že se jedná o zrádce či pomahače bolševiků.
V českých zemích Volkssturm pomáhal německým bezpečnostním silám v střežení železničních tratí a objektů, v potlačování partyzánského odboje, účastnil se i represivních akcí proti civilnímu obyvatelstvu v oblastech působení partyzánů. V samém závěru války se účastnil bojů proti postupující Rudé armádě, přičemž např. v bojích o Brno, kde žila početná německá menšina, způsobil Sovětům značné ztráty, zlikvidoval několik sovětských tanků. Neblaze proslul při květnovém povstání českého lidu, když se podílel na střílení povstalců, ale i neozbrojených civilních obyvatel ze zálohy. Bezprostředně po ukončení bojů se příslušníci Volkssturmu (již jako „bezbranné německé civilní osoby“) v mnohých případech stávali oběťmi odplaty a vyřizování účtů.

## Známí členové

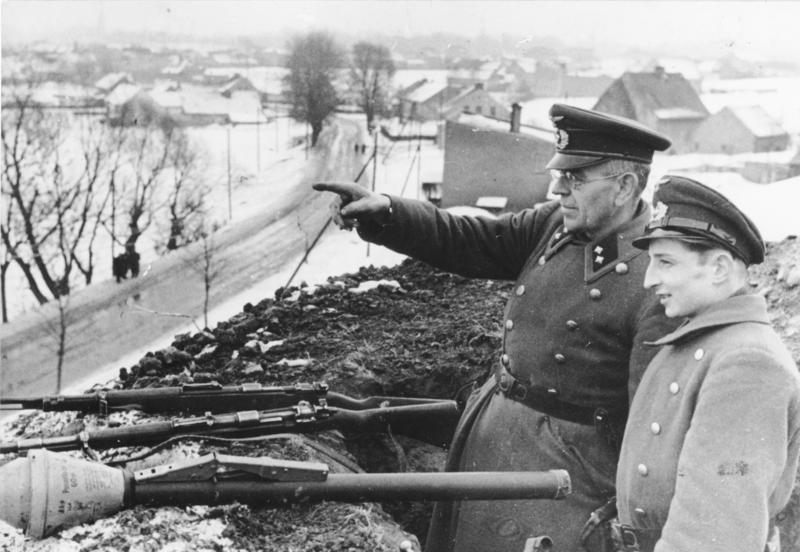
Tato fotografie zobrazuje věkový rozptyl členů Volkssturmu - chlapec okolo patnácti let, spolupracující s mužem, kterému bylo přibližně 50 let.

všichni obdrželi Rytířský kříž Železného kříže
- Ernst Tiburzy
- Wilhelm Sitt
- Otto Herzog
- Karl Pakebusch